# Аміра Віллігхаген
Аміра Віллігхаген (нід. Amira Willighagen) — голландська співачка-самоучка.
Народилася 27 березня 2004 року в місті Неймеген. Здобула всесвітню популярність після перемоги на шоу талантів Holland's Got Talent. Навесні і влітку 2014 гастролювала в ПАР і США. Виступала на концертах і телевізійних шоу в Аргентині, Німеччині, Австрії.